# Церква Святого Миколая (Черніїв)
Церква Cвятого Миколая в Чернієві — дерев'яний храм УГКЦ у селі Чернієві Івано-Франківської громади Івано-Франківської району Івано-Франківської области України. Пам'ятка архітектури місцевого значення.

## Історія
1515 року в податковому реєстрі в селі Чернієві згадується священник.
Дерев'яний храм, зведений 1842 року, а освячений 1843 року. Плебанія для священника збудована 1859 року. 1784 року на парафії почали вести метрику. При церкві зберігалося оригінальне миро Святого Миколая, яке надав грамотою митрополит Андрей Шептицький.
6 липня 2016 року храм згорів, а 2022 року освячено відновлену святиню.
Кількість парафіян: 1886 — 1384, 1896 — 1835, 1906 — 1929, 1914 — 2385, 1927 — 2485, 1938 — 2750.

## Парохи
- о. Юліан Давидович (1856—1889),
- о. Володимир Білинський (1886—1889, сотрудник),
- о. Григорій Филипів (1889—1906),
- о. Іван Ісаїв (1900—1902, сотрудник),
- о. Микола Филипів (1905—1906, сотрудник)
- о. Микола Салі (1906—1907, адміністратор; 1907—1938),
- о. Олег Качмарський — нині[5].